# Michał Mosiołek
Michał Mosiołek (ur. 16 sierpnia 1867 w Wysokiej, zm. 24 kwietnia 1898 r. tamże) – polski pisarz, publicysta i działacz społeczny.
Urodził się w rodzinie chłopskiej w 1867 r. w Wysokiej k. Szydłowca. Samodzielnie nauczył się czytania i pisania. Doskonalił te umiejętności na poznanych w młodości dziełach Sienkiewicza i Kraszewskiego. Należał do cenionych korespondentów gazet ludowych: "Zorza","Gazeta Świąteczna" i "Gazeta Świętokrzyska" oraz elitarnego "Słowa" i "Gazety Radomskiej". Tematem jego artykułów było wszystko, co zasługiwało na uwagę: od zabytków architektury okolicy, przez dziedziny naukowe do spraw społecznych. Wśród tych ostatnich, mocno gnębił wszechobecne na wsi wady, jak lenistwo, pijaństwo, wiara w przesądy. Był żywo zaangażowany w rozwój wsi. Popularyzował nowinki techniczne w dziedzinie rolnictwa, wiejską służbę zdrowia i edukację chłopów (sprowadzał do okolicznych wsi elementarze dla dzieci). Założył prywatną bibliotekę, której zbiory udostępniał miejscowej ludności. Jako wieloletni ławnik sądowy szedł z pomocą prawną sąsiadom. Pod koniec życia wydał parę prac m.in. Domową naukę oprawiania książek (Warszawa 1895). Na łamach "Gazety Świątecznej" i "Zorzy" pisał także opowiadania, m.in. Błożek, Powieść o kulawym Szymonie i O własnych siłach. Przeżywszy 30 lat, zmarł w swojej rodzinnej wsi. Niedługo po śmierci został zapomniany.